# Xã Lincoln, Quận Iowa, Iowa
Xã Lincoln (tiếng Anh: Lincoln Township) là một xã thuộc quận Iowa, tiểu bang Iowa, Hoa Kỳ. Năm 2010, dân số của xã này là 243 người.